# Jeanne-Madeleine de Saxe-Altenbourg
Jeanne-Madeleine de Saxe-Altenbourg (14 janvier 1656 à Altenbourg – 22 janvier 1686 à Weißenfels) est un membre de la Maison de Wettin. Elle est duchesse de Saxe-Altenbourg, par la naissance et par mariage duchesse de Saxe-Weissenfels-Querfurt.

## Biographie

### Le dernier membre de la lignée de Saxe-Altenbourg
Jeanne-Madeleine est la seule fille du duc Frédéric-Guillaume II de Saxe-Altenbourg et son épouse Madeleine-Sibylle de Saxe, fille de l'électeur Jean-Georges Ier de Saxe.
Elle devient orpheline à un âge précoce, à la mort de ses parents, en 1668 et 1669. Elle est vite devenue un pion dans les mains de sa famille. En 1671, ses oncles Jean-Georges II de Saxe et de Maurice de Saxe-Zeitz, chez qui elle séjourne, décident que, pour des raisons dynastiques, elle doit épouser son cousin, le duc Jean-Adolphe Ier de Saxe-Weissenfels.
À l'époque, ce mariage est politiquement sensible, parce que son frère aîné, le prince héréditaire Christian de Saxe-Altenbourg, est déjà mort jeune, et son frère, Frédéric-Guillaume III de Saxe-Altenbourg, qui a succédé à son père comme duc, est encore sous la tutelle de ses oncles et n'a pas encore d'enfants.
Les deux oncles, les membres de la branche Albertine de la Maison de Wettin, supposent que la lignée d'Altenbourg (partie de la branche Ernestine de la Maison) allait s'éteindre et que par le mariage de Jeanne-Madeleine, Altenbourg pouvait revenir à la lignée de Weissenfels, qui fait également partie de la branche albertine. Le duc Auguste de Saxe-Weissenfels est en faveur d'un tel héritage.
Le duc Frédéric-Guillaume III meurt de la variole, seulement six mois après le mariage de Jeanne-Madeleine. L'héritage est disputé entre Ernest Ier de Saxe-Gotha et Jean-Ernest II de Saxe-Weimar. Ils réussissent à faire valoir que leurs mariages dynastiques avec la lignée de Saxe-Altenbourg dans les années 1630 leur a donné des droits.

### En Saxe-Weissenfels
Jeanne-Madeleine est éduquée par les théologiens Johann Stiel et Johann Christfried Sagittaire (1617-1689). Elle est pieuse et montre beaucoup d'intérêt pour les affaires ecclésiastiques du duché. Dans le privé, elle étudie la Bible fréquemment et écrit de nombreux commentaires dans la marge. Elle crée des livres de prière, des recueils de proverbes et de didactique qu'elle donne à ses parents et aux membres de la cour. Elle fait don de robes brodées d'or à l'église du château et, plus tard, d'un calice d'or et de la plaquette de la boîte. En 1681, elle fait don de l'argent des fonts baptismaux de l'Église Sainte Marie à Weißenfels. Quand elle meurt en 1686, des pièces commémoratives sont frappées, et remises lors de ses funérailles.
Elle est décédée le 22 janvier 1686, à l'âge de 30 ans et est enterrée dans un resplendissant cercueil en étain dans l'église du château de Neu-Augustenburg. Elle est populaire dans son pays, et s'est occupée des besoins sociaux de ses sujets. Elle a régulièrement fait don aux pauvres habitants de Weissenfels tout au long de sa vie et leur a laissé un peu d'argent dans son testament.

## Mariage et descendance
Elle épouse le 25 octobre 1671 à Altenbourg Jean-Adolphe Ier de Saxe-Weissenfels, le fils du duc Auguste de Saxe-Weissenfels de son mariage avec Anne-Marie de Mecklembourg-Schwerin. Ils ont onze enfants:
- Madeleine Sibylle (3 septembre 1673, Halle – 28 novembre 1726, Eisenach), épouse le duc Jean-Guillaume de Saxe-Eisenach.
- Auguste Frédéric (15 septembre 1674, Halle – 16 août 1675, Halle).
- Jean-Adolphe (7 juin 1676, Halle – 17 juin 1676, Halle).
- Jean-Georges de Saxe-Weissenfels (13 juillet 1677, Halle – 16 mars 1712, Weissenfels), marié à Frédérique-Élisabeth de Saxe-Eisenach.
- Fils mort né (né et mort le 24 juillet 1678, Halle).
- Jeanne Wilhelmine (20 janvier 1680, Halle – 4 juillet 1730, Halle).
- Frédéric-Guillaume (18 janvier 1681, Weissenfels – 20 novembre 1681, Weissenfels).
- Christian (23 février 1682, Weissenfels – 28 juin 1736, Sangerhausen), marié à Louise-Christine de Stolberg-Stolberg-Ortenberg.
- Anne Marie (17 juin 1683 à Weissenfels – 16 mars 1731 à Sorau), mariée à Erdmann II de Promnitz.
- Sophie de Saxe-Weissenfels (2 août 1684 à Weissenfels – 6 mai 1752 à Slezské Rudoltice dans ce qui était alors la Silésie Autrichienne), mariée d'abord Georges-Guillaume de Brandebourg-Bayreuth puis à Albert Joseph, Comte de Hoditz-Wolframitz.
- Jean Adolphe II (4 septembre 1685, Weissenfels – 16 mai 1746, Leipzig), marié d'abord à Jeanne-Antoinette de Saxe-Eisenach, et d'autre part à Frédérique de Saxe-Gotha-Altenbourg.